# Шишківка (Куп'янський район)
Ши́шківка (з 1815 по 1920 — хутір Шишківський) —  село в Україні, у Шевченківській селищній громаді Куп’янського району Харківської області. Населення становить 73 осіб. До 2020 орган місцевого самоврядування — Нижньобурлуцька сільська рада.

## Географія
Село Шишківка знаходиться на правому березі річки Великий Бурлук, вище за течією на відстані 1 км розташоване село Середній Бурлук, нижче за течією на відстані 1 км розташоване село Нижній Бурлук, на протилежному березі - села Іванівка та Шевченкове.

## Історія
1815 — дата заснування хутора Шишківський.
7 (20) листопада 1917 року, відповідно до.Третього Універсалу Української Центральної Ради, увійшло до складу Української Народної Республіки.
1920 — перейменований в село Шишківка.
12 червня 2020 року, відповідно до Розпорядження Кабінету Міністрів України № 725-р «Про визначення адміністративних центрів та затвердження територій територіальних громад Харківської області», увійшло до складу Шевченківської селищної територіальної громади.
19 липня 2020 року, в результаті адміністративно-територіальної реформи та ліквідації Шевченківського району, село увійшло до складу новоутвореного Куп'янського району Харківської області.

## Об'єкти соціальної сфери
- Фельдшерсько-акушерський пункт.